# 尼科洛·马奇
尼科洛·马奇（義大利語：Niccolò Macii，1995年10月18日—），意大利花样滑冰运动员，主攻双人滑项目，2019年开始与萨拉·孔蒂搭档，曾获2023年欧洲锦标赛金牌、2023年世界锦标赛铜牌。